# Нож (кратки филм)
Нож је југословенски кратки филм из 1974. године. Режирао га је Богдан Жижић а сценарио су написали Маријан Арханић и Богдан Жижић.

## Улоге
| Глумац           | Улога |
| ---------------- | ----- |
| Борис Дворник    |       |
| Емил Глад        |       |
| Звонко Лепетић   |       |
| Никола Отржан    |       |
| Аленка Ранчић    |       |
| Крешимир Зидарић |       |
| Звонимир Зоричић |       |